# Real Racing Club de Santander
Real Racing Club de Santander är en spansk fotbollsklubb från Santander bildad år 1913. Hemmamatcherna spelas på El Sardinero.

## Historia
År 1941 bytte de namn från Racing till Real Santander. De bytte tillbaka till det ursprungliga namnet år 1977.
- 1913 – RC Santander
- 1914 – Real RC Santander
- 1931 – Racing Club de Santander
- 1938 – Real Sociedad Deportiva Santander
- 1941 – Real RC Santander

De har genom åren spelat 39 säsonger i La Liga, den högsta ligan för fotboll i Spanien.
Säsongen 2022-2023 spelar de i Segunda División som är den näst högsta divisionen i spansk fotboll.

## Kända spelare
- Mauricio Pinilla, 2005–2006
- Yossi Benayoun, 2002–2005
- Nikola Žigić, 2006–2007
- Olof Mellberg, 1998–2001
- Markus Rosenberg, 2010-2011
- Kennedy Bakircioglü, 2010-2012

## Färger
RRC Santander spelar i vit, grön och svart trikåer, bortastället är svart och grön.
| RACING SANTANDER | RACING SANTNDER |

| RACING SANTANDER | RACING SANTNDER |

### Dräktsponsor
- 20??–nutid Puma

### Trikåer
| 2004–2005 s. | 2009–2010 s. | 2010–2011 s. | 2011–2012 s. | 2012–2013 s. | 2021–2022 S. |